# Storesjön, Bohuslän
Storesjön är en sjö i Munkedals kommun i Bohuslän och ingår i Örekilsälvens huvudavrinningsområde. Sjön är 1,5 meter djup, har en yta på 0,131 kvadratkilometer och befinner sig 122,2 meter över havet. Vid provfiske har abborre, gädda och mört fångats i sjön.

## Delavrinningsområde
Storesjön ingår i det delavrinningsområde (650545-126601) som SMHI kallar för Mynnar i Hajumsälven. Medelhöjden är 122 meter över havet och ytan är 55,89 kvadratkilometer. Det finns inga avrinningsområden uppströms utan avrinningsområdet är högsta punkten. Brattöälven som avvattnar avrinningsområdet har biflödesordning 3, vilket innebär att vattnet flödar genom totalt 3 vattendrag innan det når havet efter 35 kilometer. Avrinningsområdet består mestadels av skog (67 %), öppen mark (11 %) och jordbruk (17 %). Avrinningsområdet har 0,96 kvadratkilometer vattenytor vilket ger det en sjöprocent på 1,7 %.